# Кейлени Леи
Кейлени Леи (англ. Kaylani Lei), настоящее имя Эшли Сполдинг (англ. Ashley Spalding, род. 5 августа 1980 года) — американская порноактриса
.

## Биография
Кейлени Леи родилась в Сингапуре, по происхождению является филиппинкой. До прихода в порноиндустрию она танцевала в Олимпик-гардене в Лас-Вегасе. Затем работала по контракту в компании Wicked Pictures. Кроме работы в порнобизнесе она вела шоу «Me So Horny With Kaylani Lei» на радио KSEX. Леи снялась в нескольких эпизодах сериала Zane’s Sex Chronicles, а также в документальном фильме о порноиндустрии Risky Business: A Look Inside America’s Adult Film Industry.
В 2005—2006 годах Кейлени встречалась с новозеландским регбистом Байроном Келлехером, с которым проживала вместе в Новой Зеландии до июня 2006 года.
В 2011 году журнал Complex поставил её на 24 место в списке «50 самых горячих азиатских порнозвёзд всех времён».
На 2023 год Кейлени Леи снялась в 388 порнофильмах, сценах и компиляциях.

## Премии и номинации
| Год  | Премия           | Результат | Номинация | Фильм                                           |
| ---- | ---------------- | --------- | --- | ----------------------------------------------- |
| 2004 | AVN Award        | Номинация | Лучшая новая старлетка | н/д                                             |
| 2004 | AVN Award        | Номинация | Лучшая актриса — видео | Angel X                                         |
| 2004 | XRCO Award       | Номинация | Лучшая лесбийская сцена (с Азией Каррерой) | Angel X                                         |
| 2004 | XRCO Award       | Номинация | Новая старлетка | н/д                                             |
| 2005 | AFWG Award       | Победа    | Контрактная старлетка года | Wicked Pictures                                 |
| 2005 | AVN Award        | Номинация | Лучшая актриса — Видео | Sweatshop                                       |
| 2005 | AVN Award        | Номинация | Лучшей исполнение стриптиза | Smokin' P.O.V.                                  |
| 2005 | AVN Award        | Номинация | Лучшая сцена орального секса — Видео (с Шармейн Стар и Бредом Армстронгом) | Eye of the Beholder                             |
| 2007 | AVN Award        | Номинация | Лучшая актриса второго плана — Видео | Curse Eternal                                   |
| 2007 | AVN Award        | Номинация | Лучшая сцена триолизма (с Джессикой Дрейк и Эриком Мастерсоном) | Curse Eternal                                   |
| 2008 | AFWG Award       | Победа    | Порно-возвращение года | н/д                                             |
| 2008 | AVN Award        | Номинация | Лучшая актриса, Видео | Candelabra                                      |
| 2008 | NightMoves Award | Победа    | Лучшая актриса (выбор редакции) | н/д                                             |
| 2008 | XRCO Award       | Победа    | Лучше возвращение | н/д                                             |
| 2009 | AVN Award        | Номинация | Лучшая актриса | The Wicked                                      |
| 2009 | AVN Award        | Номинация | Лучшая сцена группового секс (с Микайлой Мендес, Эваном Стоуном, Софией Санти и Барри Скоттом) | The Wicked                                      |
| 2009 | XRCO Award       | Номинация | Сольное исполнение — актриса | The Wicked                                      |
| 2010 | AVN Award        | Номинация | Лучшея сцена лейсбийского группвового секса (с Алектрой Блу, Джессикой Дрейк, Кирстен Прайс и Микайлой Мендес) | House of Wicked                                 |
| 2010 | AVN Award        | Победа    | Лучшая сцена группового секса (с Джессикой Дрейк, Кирстен Прайс, Алектрой Блу, Микайлой Мендес, Тори Лейн, Джейден Джеймс, Кайлой Каррера, Рэнди Спирсом, Брэдом Армстронгом, Рокко Ридом, Маркусом Лондоном, Миком Блу и Ти Джей Каммингсом)                        | 2040                                            |
| 2011 | AVN Award        | Номинация | Лучшая сцена группового секса (с Мисти Стоуном, Джессикой Дрейк, Кирстен Прайс, Алектрой Блу, Шанель Престон, Кэйми Кэй, Тори Лейн, Брианой Блэр, Миком Блу, Дэйлом Дабоном, Барреттом Блейдом, Эриком Мастерсоном, Маркусом Лондоном, Сашой и Биллом Бэйли)         | Speed                                           |
| 2012 | AVN Award        | Номинация | Лучшая сцена группового лесбийского секса (с Джессикой Дрейк, Алектрой Блу и Бренди Энистон) | Sexy                                            |
| 2012 | AVN Award        | Номинация | Лучшая сцена группового секса (с Алектрой Блу, Джессикой Дрейк, Кирстен Прайс, Бренди Энистон, Никки Дэниелс, Лаки Старр, Пумой Свид, Рэнди Спирсом, Томми Ганном, Маркусом Лондоном, Роном Джереми, Джеком Вегасом, Диком Чиблисом, Роко Ридом и Маркусом Тернером) | The Rocki Whore Picture Show: A Hardcore Parody |
| 2013 | AVN Award        | Номинация | Лучшая актриса | Snatched                                        |
| 2013 | AVN Award        | Номинация | Лучшая сцена группового лесбийского секса (с Асой Акирой, Katsuni, Мией Лилени и Мико Ли) | Asian Anal Aaaassins                            |
| 2013 | XBIZ Award       | Номинация | Лучшая актриса — Couples-Themed Release | The Prize                                       |
| 2013 | XBIZ Award       | Номинация | Лучшая сцена — Couples-Themed Release (с Ксандером Корвусом) | The Prize                                       |
| 2013 | XBIZ Award       | Номинация | Лучшая актриса второго плана | Countdown                                       |
| 2014 | AVN Award        | Номинация | Лучшая сцена защищённого секса (с Джеймсом Дином) | Hotel No Tell                                   |
| 2015 | AVN Award        | Победа    | Зал славы AVN Awards | н/д                                             |
| 2015 | AVN Award        | Номинация | Лучшая сцена лесбийского секса (с Абигейл Мэк) | The Masterpiece                                 |
| 2015 | AVN Award        | Номинация | Лучшая сцена группового секса (с Асой Акирой, Обри Аддамс, Джессикой Дрейк, Сарой Джесси, Вики Чейсом, Бредом Армстронгом, Эриком Мастерсоном, Эриком Эверхардом, Мистером Питом, Райаном Маклейном и Тайдером Никсоном)                                             | Aftermath                                       |
| 2015 | AVN Award        | Номинация | Лучшая сцена группового секса (с Асой Акирой, Самантой Сэйнт, Саммер Бриль, Софией Фиоро, Реми Лакруа, Джеймсом Дином, Мистером Питом, Эриком Мастерсоном, Биллом Бэйли и Брэдом Армстронгом)                                                                        | Holly…Would                                     |